# 渐尖早熟禾
渐尖早熟禾（学名：Poa attenuata）为禾本科早熟禾属下的一个种。